# Ямм
Ямм — село в Гдовском районе Псковской области России. Административный центр Полновской волости.
Расположено на реке Желча (бассейн Чудско-Псковского озера) в 68 км к северу от Пскова. Через село проходит автодорога Псков — Гдов.

## Население
| 2001 | 2002 | 2010 | 2020 |
| ---- | ---- | ---- | ---- |
| 870  | ↗920 | ↘663 | ↘577 |

Численность населения села составляла на 1989 год — 1 044 жителей.

## История
На топографической карте Гдовского уезда Санкт-Петербургской губернии, изданной в 1863 году, на месте села значился центр административно-полицейского округа стан Асница, названный по имени речки Асница (ныне Осница).
С 1915 по 1916 года по заказу правительства для нужд Северного фронта была построена рокадная железная дорога Псков — Гдов — Нарва. Одна из станций на этой дороге (на месте нынешней автомобильной дороги напротив озера Женское) получила название Ямм, позаимствовав его у деревни Ям, которую стали уменьшительно именовать Ямком.
В 1946 году из разрушенной и опустошенной во время Великой Отечественной войны деревни Полна центр Полновского района был переведён на станцию Ямм, благодаря чему бывшая железнодорожная станция Ямм получила вторую жизнь и своё развитие. До 1944 года через Ямм проходила железная дорога Псков — Гдов, полностью разобранная немцами и до сих пор не восстановленная
В 1959 году Полновский район был упразднён в пользу Гдовского района и Ямм потерял статус райцентра. С 1959 года по 1994 год поселок Ямм являлся административным центром Полновского сельского совета народных депутатов. С 1994 года село Ямм — административный центр Полновской волости.
В 2009 году существовавший в селе дом престарелых был закрыт под давлением волонтёров и общественности из-за неприемлемых условий обитания проживающих. Эта история положила начало работе благотворительного фонда помощи пожилым людям «Старость в радость».

## Галерея
- Въездной знак села Ямм
- Герб Полновской волости на въездном знаке